# Parlamento slesiano

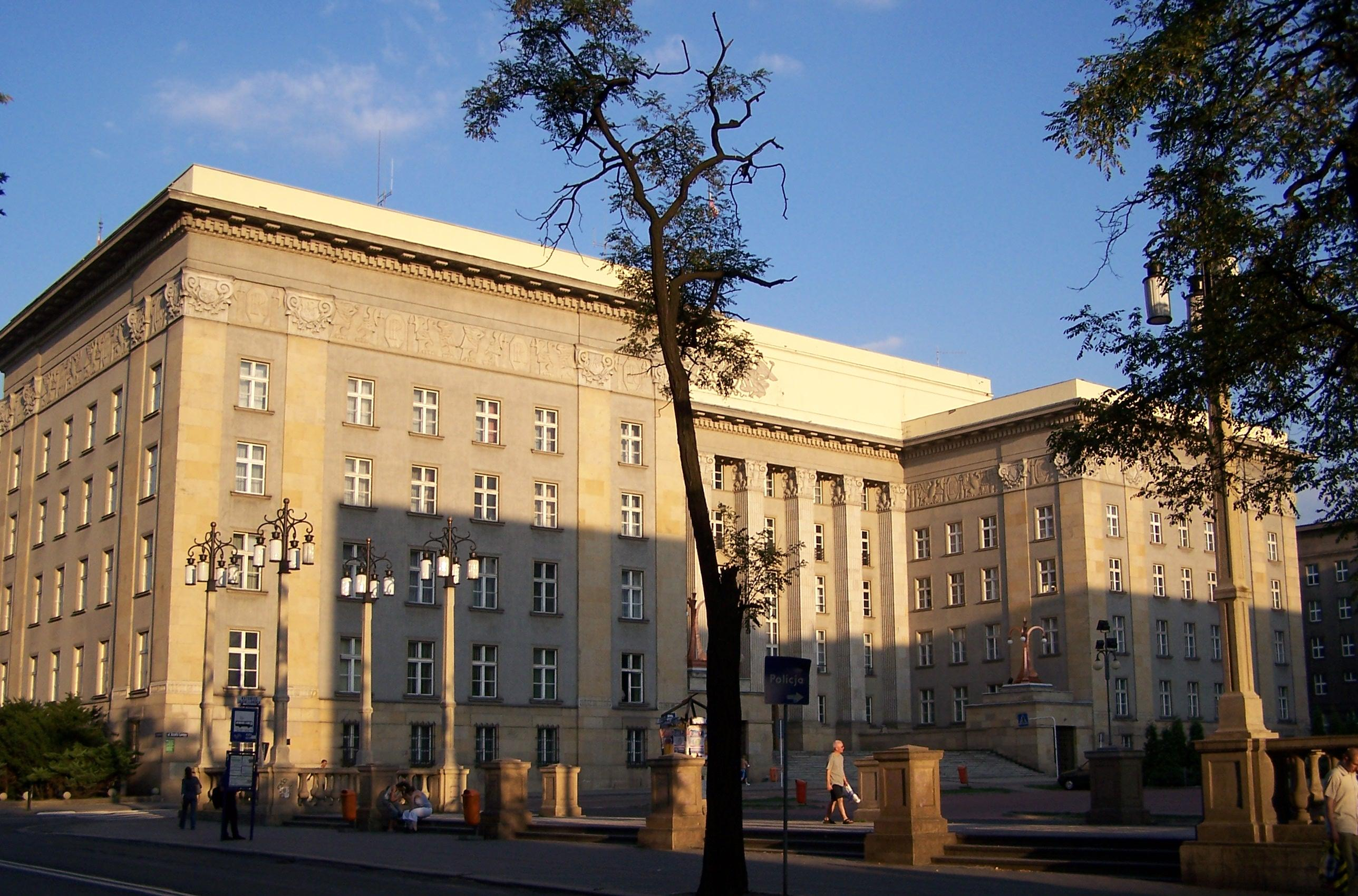
Il Parlamento slesiano a Katowice.

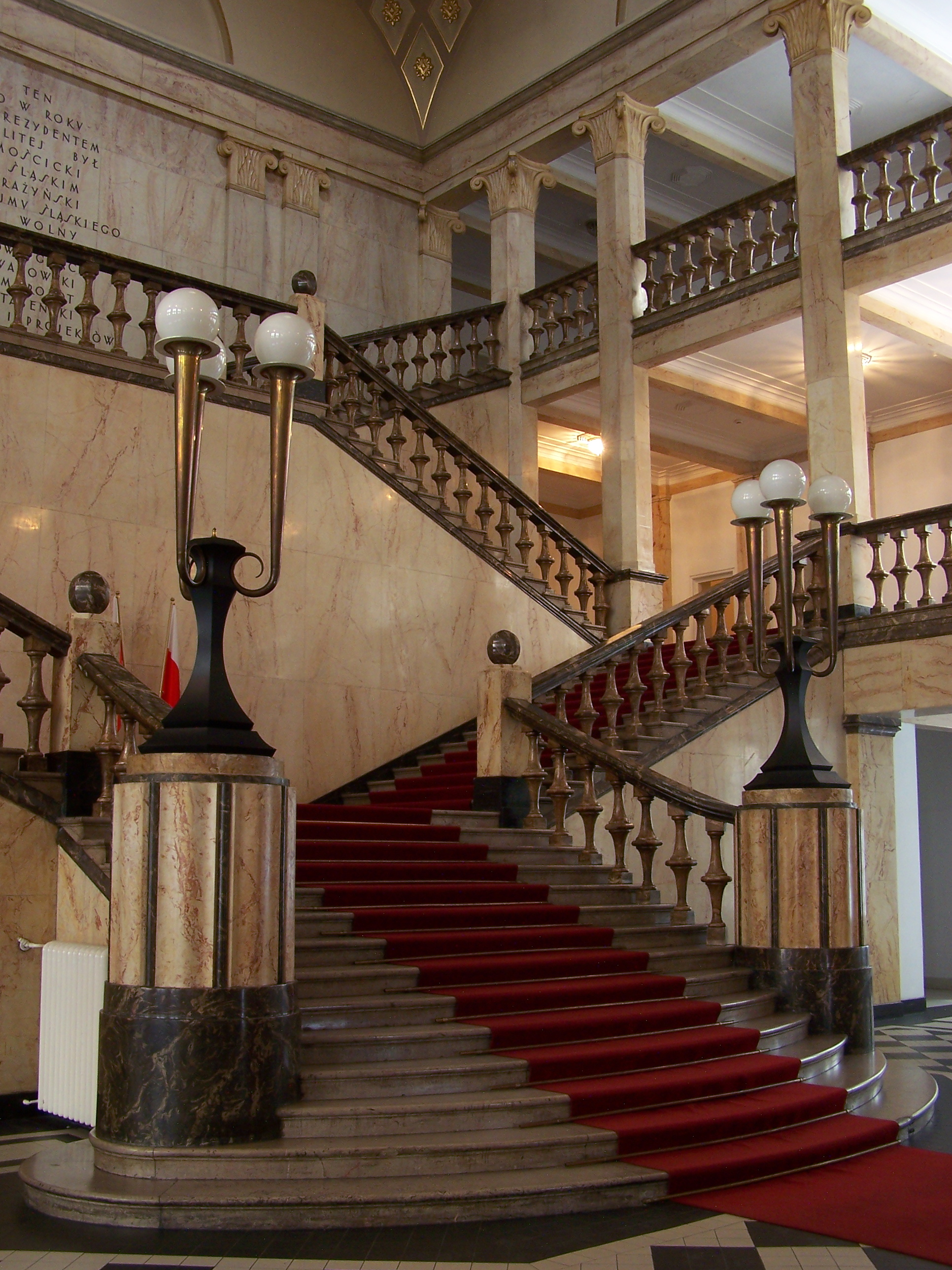
Interno del Parlamento.

Il Parlamento slesiano o Sejm slesiano (in polacco: Sejm Śląski, in tedesco: Schlesisches Parlament, in ceco: Slezský parlament) fu un'istituzione del Voivodato della Slesia, uno dei voivodati della Seconda Repubblica di Polonia esistita tra il 1920 e il 1945. Era eletto con elezioni democratiche ed aveva una certa influenza sull'impiego delle tasse che venivano raccolte nella Slesia. Consisteva di 48 deputati, 24 dal 1935.

## Storia
La parte orientale dell'Alta Slesia divenne parte della Polonia a seguito delle rivolte nella Slesia, che si verificarono nella regione tra il 1918 e il 1921, e a seguito del plebiscito dell'Alta Slesia. La terra fu successivamente divisa da una commissione alleata e dalla Società delle Nazioni, lasciando la regione di Katowice alla parte polacca. Insieme alla Slesia di Cieszyn, andò a costituire il Voivodato della Slesia, che godeva di una consistente autonomia (il Parlamento slesiano era la legislatura e il Consiglio del Voivodato della Slesia rappresentava il potere esecutivo).

## Edificio
Disegnato dall'architetto Lech Wojtyczko, il Parlamento fu costruito tra il 1925 ed il 1929 e per un lungo periodo di tempo fu il più grande edificio della Polonia. Oggi ospita gli uffici del Voivodato della Slesia. Il palazzo conta sette piani e contiene uno dei quattro paternoster attualmente in uso in Polonia. L'architetto polacco Adolf Szysko-Bohusz annunciò una competizione per il progetto del nuovo Parlamento slesiano nel 1925, e desiderava un edificio che manifestasse l'identità culturale locale polacca invece del più classico stile tedesco-prussiano. Quando il palazzo fu inaugurato nel maggio 1929, Michal Grazynski, Presidente della Provincia dell'Alta Slesia, definì l'edificio il "simbolo materiale della cultura e del potere polacco".